# Neuf Saints

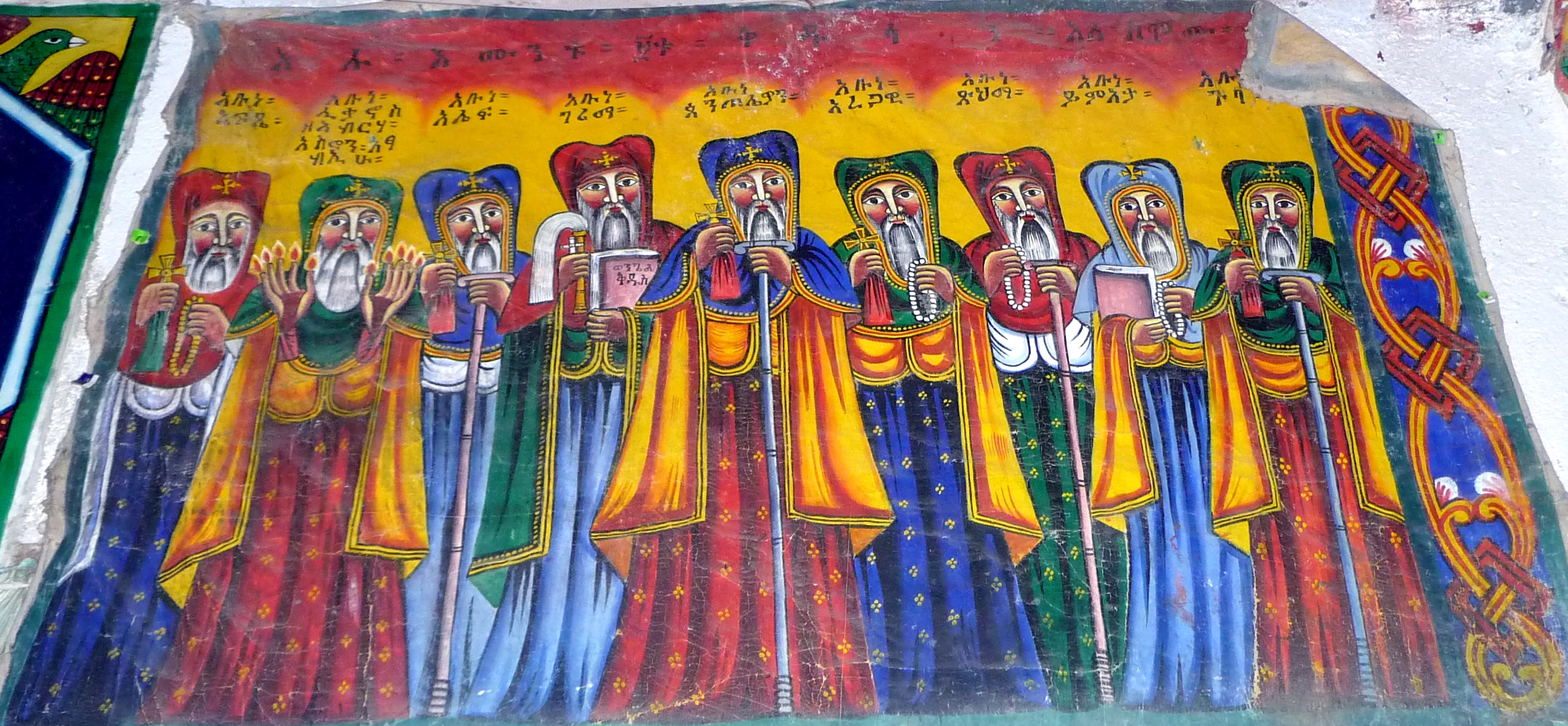
Peinture murale des Neuf Saints, dans le monastère d'Abba Pantaléon, près d'Axoum en Éthiopie.

Les Neuf Saints étaient un groupe de missionnaires qui joua un rôle dans la diffusion du christianisme au Ve siècle dans les régions qui sont aujourd'hui l'Érythrée et l'Éthiopie. Bien que fréquemment identifiés comme étant syriens, seuls deux ou trois Saints provenaient de cette province. Selon Paul B. Henze, la majorité des Saints serait originaire de Constantinople, d'Anatolie et même de Rome. Leurs noms étaient Za-Mikaél Arègawi (en), Pantaléon (en), Garimâ, Aftsé, Goubba, Alef, Yem'ata, Liqanos et Sehma. Tous portèrent le titre "Abba" signifiant père.
L'historien éthiopien Taddesse Tamrat a développé l'hypothèse que les Saints aient pu être liés aux persécutions contre les monophysites qui suivirent le concile de Chalcédoine. Selon la tradition, les Saints auraient été accueillis par le roi d'Axoum à leur arrivée en Éthiopie.
Leurs activités missionnaires permirent de diffuser la religion chrétienne au-delà du "couloir étroit entre Adoulis et Axoum le long des routes caravanières". Les saints convertirent la population locale et fondèrent de nombreux monastères selon la règle de Pacôme le Grand. Abba Alef fonda le monastère le plus septentrional à Bi'isa sur la rive sud du Mareb tandis qu'Abba Yem’ata fonda le monastère le plus méridional dans le Gar'alta. Abbas Liqanos et Pantaléon bâtirent le monastère de Pantaléon à Axoum, Abba Aftsé celui de Yeha et Abba Aragawi celui de Dèbrè Damo. Enfin, Abba Garimâ édifia le monastère d'Abba Garima (en) au nord d'Adoua; on lui attribue la traduction des Évangiles en guèze.

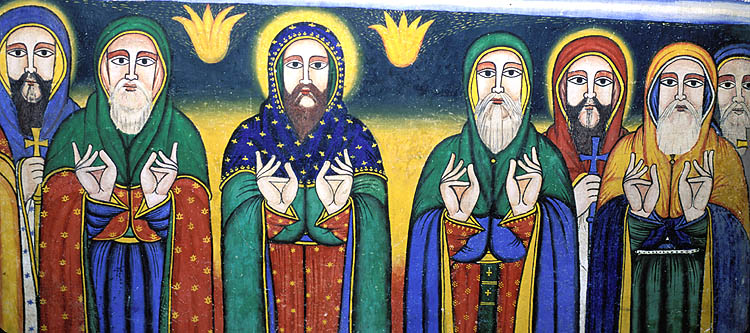
Les neuf Saints (7 sur la photo) sur une fresque de l'Église Sainte-Marie-de-Sion, à Axoum.